# Deuterocopus
Deuterocopus là một chi bướm đêm thuộc họ Pterophoridae.

## Các loài
- Deuterocopus albipunctatus Fletcher, 1910
- Deuterocopus alopecodes Meyrick, 1911
- Deuterocopus atrapex Fletcher, 1910
- Deuterocopus bathychasma Fletcher, 1910
- Deuterocopus deltoptilus Meyrick, 1930
- Deuterocopus devosi Gielis, 2003
- Deuterocopus famulus Meyrick, 1908
- Deuterocopus honoratus Meyrick, 1921
- Deuterocopus issikii Yano, 1963
- Deuterocopus melanota Fletcher, 1910
- Deuterocopus papuaensis Gielis & de Vos, 2006
- Deuterocopus planeta Meyrick, 1908
- Deuterocopus ritsemae Walsingham, 1884
- Deuterocopus socotranus Rebel, 1907
- Deuterocopus tengstroemi Zeller, 1852